# 김화란
김화란(1963년 ~ 2015년 9월 18일)은 대한민국의 배우이다. 1980년 MBC 문화방송 12기 공채 탤런트로 데뷔하였다.
2015년 9월 18일, 전남 신안군 자은도 편도 1차선 내리막길 도로에서 남편이 운전하던 1t 트럭이 전복되는 교통사고로 인해 향년 53세의 나이로 사망하였다.

## 출연 작품

### 드라마
- 1971년 ~ 1989년 MBC 주간드라마 《수사반장》
- 1980년 MBC 주말연속극 《딸》
- 1980년 MBC 농촌드라마 《전원일기》
- 1981년 MBC 정치드라마 《제1공화국》
- 1981년 MBC 주간드라마 《민족풍속도》
- 1982년 MBC 거부실록 《공주갑부 김갑순》
- 1984년 MBC 주간드라마 물보라
- 1985년 MBC 수목드라마 《억새풀》
- 1986년 MBC 수목드라마 《겨울꽃》
- 1988년 MBC 대하드라마 《조선왕조 오백년 - 인현왕후》
- 1990년 MBC 주간드라마 《김형사 강형사》
- 2005년 SBS 대하드라마 《서동요》 ...  마야부인 역

### 영화
- 1980년 《내가 버린 여자 2》
- 1980년 《형님먼저 아우먼저》... 혜란 역
- 1981년 《미워할 수 없는 너》
- 1983년 《바람 바람 바람》
- 1984년 《연인들》
- 1984년 《짧은 포옹 긴 이별》
- 1986년 《날개달린 녀석들》
- 1986년 《서울황제》... 여자대학생 1 역
- 1987년 《유리의 성》
- 2009년 《19-Nineteen》 ... 미용실 원장 역
- 2010년 《이웃집 남자》 ... 유 마담 역
- 2013년 《베드》 ... 의사 역